# Tamzin Merchant

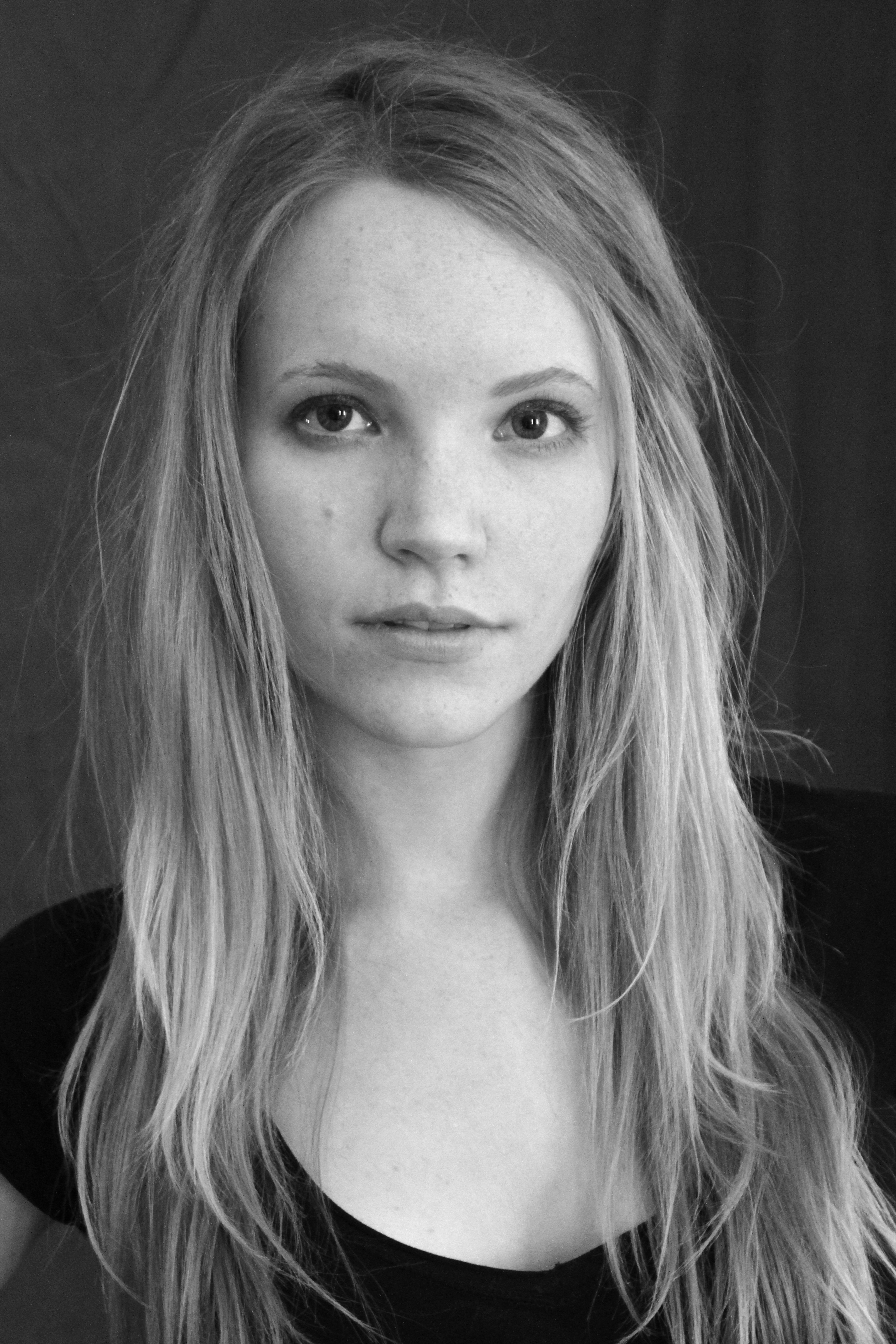
Tamzin Merchant (2011)

Tamzin Claire Merchant (* 4. März 1987 in Haywards Heath, West Sussex) ist eine britische Schauspielerin und Schriftstellerin.

## Werdegang
Merchant stammt ursprünglich aus der südenglischen Grafschaft West Sussex. Sie verlebte aber einen Teil ihrer Kindheit in Dubai in den Vereinigten Arabischen Emiraten. Sie besuchte die Windlesham School und das Brighton College. Zweimal brach sie geplante Universitätsbesuche zu Gunsten ihrer Schauspielkarriere ab. Von  2007 bis 2010 studierte sie Education Studies am Homerton College an der University of Cambridge. Sie ist dem Kinopublikum in ihrer Nebenrolle als Georgiana Darcy in der Jane-Austen-Romanverfilmung Stolz und Vorurteil bekannt. Sie hat auch einige Gedichte geschrieben; die bekanntesten sind Where Does Revenge Stop? und Ode to a Toilet.
Merchant wurde ab dem Ende der dritten Staffel der Fernsehserie Die Tudors für die Rolle von Catherine Howard – der fünften Frau von König Heinrich VIII. – besetzt. 2010 sollte Merchant die Rolle der Daenerys Targaryen in der HBO-Fernsehserie Game of Thrones spielen. Nachdem die Pilotfolge der ersten Staffel gedreht worden war, wurde die Rolle jedoch mit Emilia Clarke neu besetzt, weshalb einige Szenen neu gedreht werden mussten. Von 2014 bis 2017 stand sie für die Mysteryserie Salem als Anne Hale vor der Kamera.
Merchant engagiert sich im sozialen Bereich als Schirmherrin der wohltätigen internationalen Entwicklungshilfevereins Build Africa. Seit 2014 ist sie Teil der Global Citizen Gemeinschaft und setzt sich für Frauenrechte ein.
In deutschen Synchronfassungen hat Merchant bislang keine feste Sprecherrolle. In der Serie Die Tudors wurde Merchant von Gabrielle Pietermann synchronisiert, in der Serie Salem wurde sie von Yvonne Greitzke synchronisiert. Farina Brock übernahm die Sprecherrolle für Merchants Darbietung in Carnival Row.
2021 erschien Merchants Kinderroman The Hatmakers.

## Privates
Merchant war zwei Jahre mit dem Schauspielerkollegen Freddie Fox liiert; die Beziehung endete 2013.

## Filmografie (Auswahl)
- 2005: Stolz und Vorurteil (Pride & Prejudice)
- 2005: Wilde Zeiten auf der Insel (My Family and Other Animals, Fernsehfilm)
- 2006: The Good Housekeeping Guide (Fernsehfilm)
- 2006: Casualty 1906 (Fernsehfilm)
- 2008: Radio Cape Cod
- 2008: Bonekickers (Fernsehserie, Folge 1x01)
- 2009: Princess Ka’iulani
- 2009–2010: Die Tudors (The Tudors, Fernsehserie, 6 Folgen)
- 2011: Jane Eyre
- 2011: Red Faction: Origins (Fernsehfilm)
- 2011: Inspector Banks (DCI Banks, Fernsehserie, 2 Folgen)
- 2012: Das Geheimnis des Edwin Drood (The Mystery of Edwin Drood, Fernsehfilm)
- 2013: Murder on the Home Front (Fernsehfilm)
- 2014–2017: Salem (Fernsehserie, 36 Folgen)
- 2015: Let Me Down Easy (Kurzfilm)
- 2015: Dragonheart 3: Der Fluch Des Druiden (Dragonheart 3: The Sorcerer’s Curse)
- 2015: The Messenger
- 2016: Die Tänzerin (La danseuse)
- 2017: DragonHeart 4: Die Kraft des Feuers (Dragonheart: Battle for the Heartfire)
- 2017: Supergirl (Fernsehserie, 5 Folgen)
- 2019: Running Naked
- 2019: Cecelia Ahern – In deinem Leben (Thanks for the Memories, Fernsehfilm)
- 2019: Gifts of the Heart (Kurzfilm)
- 2019–2023: Carnival Row (Fernsehserie, 10 Folgen)
- 2022: A Midsummer Night's Dream